# Brita von Sydow-Södöö
Walborg Clara Brita von Sydow-Södöö, född 28 december 1884 i Jönköping, död 25 januari 1959 i Karlskrona, var en svensk målare.
Hon var dotter till hovrättsrådet Johan Fredrik von Sydow och grevinnan Hulda Charlotta Mörner af Morlanda och från 1910 gift med tandläkaren Gustaf Södöö. Hon studerade vid Högre konstindustriella skolan och vid Wilhelmsons målarskola i Stockholm samt under studieresor till Paris, England, Italien och Nordafrika. Separat ställde hon ut i bland annat Jönköping, Karlskrona, Växjö, Malmö rådhus och på Modern konst i hemmiljö. Hon medverkade vid samlingsutställningar arrangerade av Föreningen Svenska Konstnärinnor, Sveriges allmänna konstförening samt i flera utställningar av provinsiell konst i Blekinge. Hennes konst består av stilleben, blommor, utsikter, turistvyer och interiörer. Sydow-Södöö finns representerad vid Blekinge museum i Karlskrona.